# Cocagne (film)
Pour les articles homonymes, voir Cocagne.
Pour plus de détails, voir Fiche technique et Distribution.
Cocagne est une comédie italo-française réalisée par Maurice Cloche en 1960 et sortie en 1961.

## Synopsis
Chauffeur d'un camion benne à ordures à Arles, Marc-Antoine mène une vie tranquille auprès de sa femme, Mélanie, et de leurs deux enfants. Quand on vole à Amédée la « Fanny » du club bouliste, Marc-Antoine propose d'en repeindre une autre. Aussitôt l'œuvre terminée, il devient une gloire locale et, grisé par sa nouvelle célébrité, laisse sa famille pour partir avec Hélène, la jeune serveuse, chez son ami Septime en Camargue afin de s'adonner à la peinture. Finalement, Marc-Antoine constate qu'il est insatisfait et que sa réussite lui semble malhonnête. Il comprend que le bonheur l'attend auprès de sa femme, de ses enfants et de ses amis, et il reprend sans remords sa vie simple d'antan.

## Fiche technique
- Titre original français : Cocagne
- Titre italien : Fernandel, scopa e pennel
- Réalisation : Maurice Cloche
- D'après le roman Cocagne d'Yvan Audouard, aux éditions René Julliard
- Scénario et adaptation : Yvan Audouard, Jean Manse et Maurice Cloche
- Dialogue : Yvan Audouard
- Assistants réalisateurs : Paul Nuyttens et Odette Cloche
- Directeur de la photographie : Roger Hubert
- Opérateur : Adolphe Charlet, assisté de Max Dulac et Pierre Barbe
- Montage : Fanchette Mazin, assistée de Simone Roser
- Décors : Jacques Paris, assisté de Jacques Dugied et Henri Sonos
- Maquillage : Boris Karabanoff et Nadine Fraigneau
- Scripte : Lily Hargous
- Photographe de plateau : Gaston Thonnart
- Administrateur : Louis Trinquier
- Régisseur général : Alain Darbon
- Régisseur extérieur : Georges Reims
- Accessoiristes : François Sune et Michel Sune
- Musique : Jean Leccia, éditions Impéria
- Son : Jean Bertrand
- Perchman : René Bourdier
- Recorder : Paul Durand
- Effets spéciaux : LAX
- Enregistrement : Système Westrex Recording de Paris Studios Cinéma (Billancourt)
- Année de production : 1960
- Sociétés de production : Paris Élysées Production, Jad Films (Paris), David Films (Rome)
- Directeur de production : André Guillet
- Producteur délégué : Bernard Roland
- Secrétaire de production : Francine Allouche
- Société de distribution : Société Nouvelle de Cinématographie (SNC)
- Tirage : Laboratoire Franay L.T.C (Saint-Cloud)
- Dates de tournage : Du 30 septembre au 5 novembre 1960
- Lieux de tournage : Intérieurs à Paris Studios Cinéma (Billancourt) ; extérieurs à Arles et en Camargue
- Pays de production :  France -  Italie
- Format : Pellicule 35 mm - 1,65:1 - noir et blanc - son mono
- Durée : 92 min
- Genre :Comédie - Tous publics
- Date de sortie : 
  - 8 mars 1961 en France
- Visa d'exploitation : 36.423 (délivré le 22 décembre 1960)

## Distribution
- Fernandel : Marc-Antoine, chauffeur d'un camion benne à ordures à Arles
- Leda Gloria : Mélanie, la femme de Marc-Antoine
- Henri Rellys : Septime, l'ami d'enfance de Marc-Antoine
- Andrex : Amédée, le patron du café
- Dora Doll : Hélène, la serveuse du café
- Paul Préboist : "Banane", un collègue de Marc-Antoine
- Edmond Ardisson : "Flanelle", un collègue de Marc-Antoine
- José Casa : "Le tremblant", un collègue de Marc-Antoine
- Josette Jordan : Mireille Gaillard, la jeune fille amoureuse de Vincent
- Roberto Risso : Vincent, le jeune amoureux de Mireille
- Memmo Carotenuto : Mauricio Campana, le cinéaste italien
- Paul Boussard : Claude, le fils de Marc-Antoine
- Marie-Thérèse Izar : Augusta, la fille de Marc-Antoine
- René Génin : Mathias, l'octogénaire qui a connu Van Gogh
- Léon Zitrone : Lui-même, le radio-reporter
- Jean Franval : Un habitué du bistrot
- Julien Maffre : Odilon, le facteur
- Jean Daniel (crédité Daniel Mazabras ?) : M. Gaillard, le père de Mireille
- Pierre Mirat : Le docteur de M. Gaillard
- Bernard Roland : Le peintre abstrait près du café
- Jean-Marie Rivière : Un manadier chez Septime
- Agnès Duval : Une vieille femme dans le café
- Henri Arius : Crédité, mais introuvable, scènes coupées?)

## Autour du film
- Box-office France : 1.853.002 entrées (33e film de l'année)